# رؤية الهند 2020
رؤية الهند 2020 هي وثيقة تم إعدادها برئاسة غوبتا من لجنة التخطيط الهندية.
وثيقة الرؤية هذه مستوحاة من كتاب «الهند 2020: رؤية الألفية الجديدة» لـ عبد الكلام في عام 1998 والذي شارك كلام في تأليفه مع الاقتصادي راجان. وقد سبق ذلك مجموعة من الوثائق منها رؤية التكنولوجيا 2020 التي تم إعدادها في منتصف التسعينيات في إطار مجلس تكنولوجيا المعلومات والتنبؤ والتقييم التابع لإدارة العلوم والتكنولوجيا في الهند أثناء رئاسة أبو بكر زين العابدين عبد الكلام.

## الرؤية
- الزراعة والإنتاج الغذائي: مضاعفة المحاصيل الزراعية الحالية والإنتاج الغذائي.
- بنية تحتية ذات طاقة كهربائية موثوقة: تشمل كهربة المناطق الريفية جنبًا إلى جنب مع المرافق الحضرية وزيادة أنشطة الطاقة الشمسية.
- الوضع التعليمي والصحي: ضمان محو الأمية والصحة والضمان الاجتماعي للسكان.
- تكنولوجيا المعلومات والاتصالات: تقديم خدمات محو الأمية والخدمات الصحية للمناطق المحرومة من خلال تكنولوجيا الاتصالات.
- التكنولوجيا والاستراتيجية الصناعية: التخطيط الاستراتيجي القائم على التكنولوجيا النووية وتكنولوجيا الفضاء وتكنولوجيا الدفاع.
- الحد من الفقر والبطالة: توعية فئات المجتمع من خلال وسائل الإعلام ومواقع التواصل الاجتماعي.
- تحسين قيمة العملة الهندية من خلال استخدام السلع المصنعة الهندية.